# Bister (kleur)

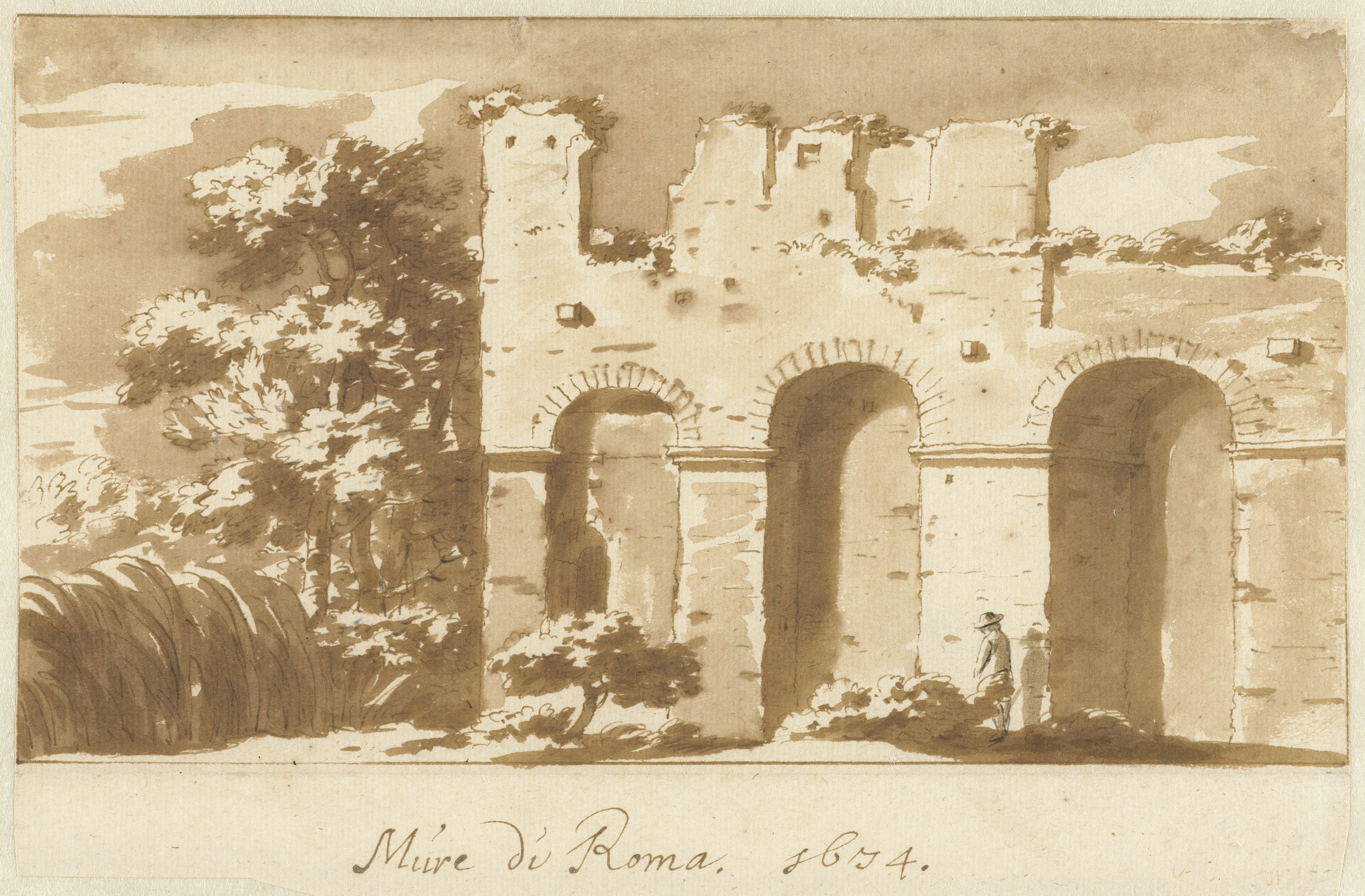
Oude muur te Rome, Jacob van der Ulft, 1654

Italiaans landschap, Jacob van der Ulft

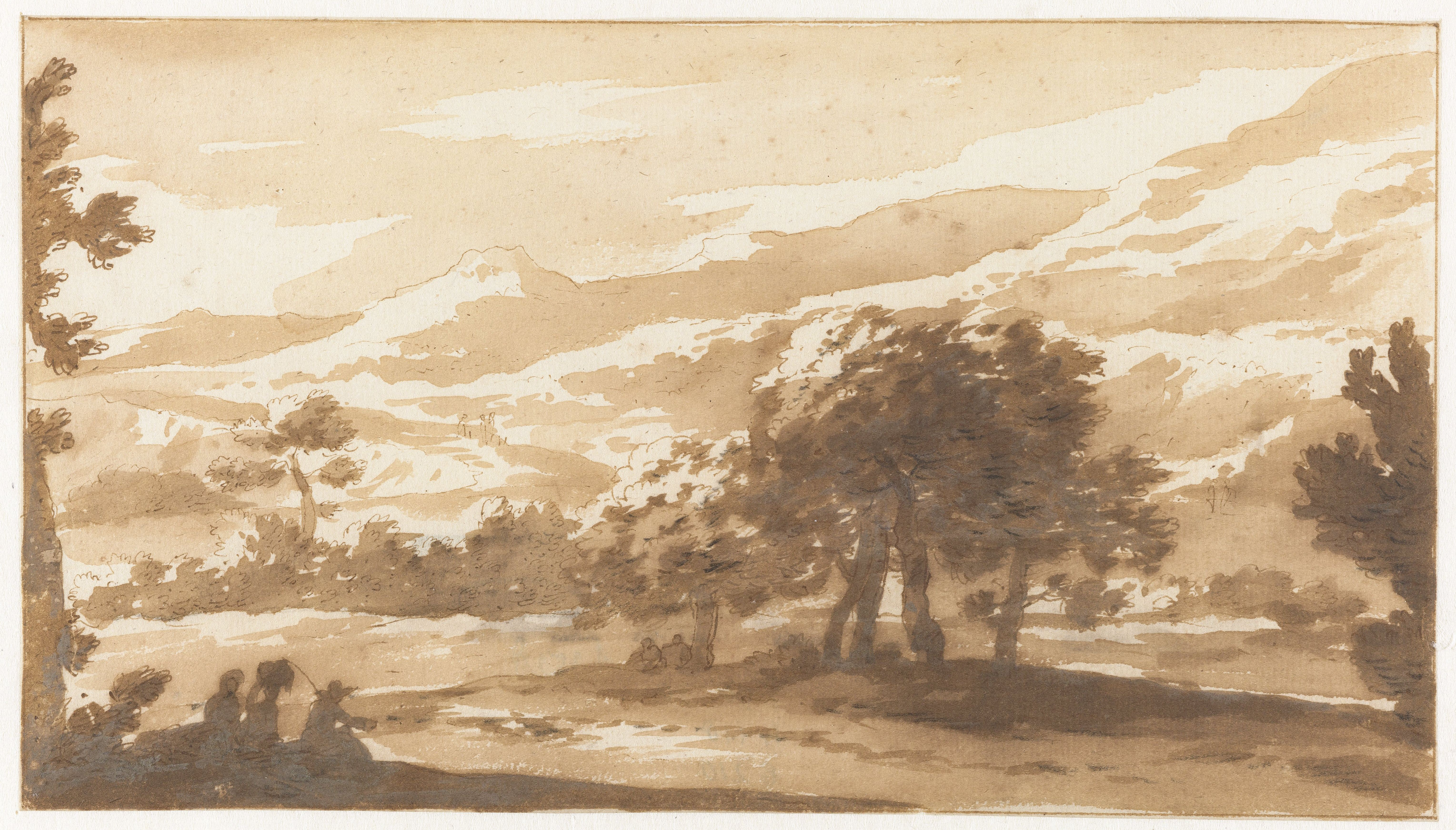
Bergachtig landschap in Italië, Jan de Bisschop, 17e eeuw

Bister is een geelbruin kleurpigment dat kan worden opgelost in water om een bruine beits of tekeninkt te maken. Er is een onderscheid te maken met andere bruine kleurpigmenten als sepia en ijzergalinkt. Er kan met het opgeloste pigment niet alleen worden getekend, maar het kan ook gebruikt worden om houten meubels of vloeren te beitsen.

## Vervaardiging
Het pigment wordt vervaardigd uit roet en teer van verbrand hout of schellak of de gemalen bolsters van walnoten en Arabische gom. De gom zorgt ervoor dat de bister beter hecht aan het papier. Vaak wordt er beukenhout gebruikt. Soms wordt er rood krijt aan toegevoegd.
Bister is verkrijgbaar in pure vorm als korrels en in gemengde vormen als waterverf of tekeninkt.

## Eigenschappen
Bister varieert enorm in kleurschakering: van donker zwartbruin tot bruinachtig-saffraangeel tot koel groenbruin. Het werd gewaardeerd om zijn sterke, transparante effecten in wassingen en de duidelijke variaties die bereikt konden worden in donkere en lichte gebieden. De licht harsachtige aard van de inkt leent zich niet voor gemakkelijke menging met andere inkten. Omdat het transparant is wordt het vaak gebruikt in gewassen pentekeningen. Hoe meer water wordt gebruikt, hoe lichter de tekening.
Bister is niet lichtvast en lost gemakkelijk op in water. Schetsen vervaardigd in bister blijven daardoor steeds gevoelig voor water en verbleken stilaan indien ze worden blootgesteld aan zonlicht. Dit stelt bepaalde eisen aan de conservering van de tekeningen.

## Etymologie
Bister komt uit het Frans van het woord 'bistre' wat staat voor bruin, hazelnootkleurig, donkerbruin of chocoladebruin. Het woord komt voor sinds de 16e eeuw. De oorsprong ervan is onbekend.

## Geschiedenis
Bister wordt - net als houtskool - al eeuwenlang gebruikt als schilder- en schetsmateriaal. Het werd gebruikt van de 14e tot de 19e eeuw, met een hoogtepunt in de 17e en 18e eeuw, toen kunstenaars als Rembrandt, Claude Lorrain, Alexander Cozens en Thomas Gainsborough het gebruikten in hun gewassen pentekeningen.
Het pigment wordt ook gebruikt door miniaturisten.

### Voorbeelden uit de kunstgeschiedenis
- Jonge vrouw en haar toilet, Rembrandt van Rijn, Indische inkt, bistergewassen, Albertina in Wenen.
- Hoofd van een Oosterling, Jean-Honoré Fragonard, 1775, zwart krijt, bistergewassen, (34,5 x 25,5 cm), Louvre in Parijs (inv. 26645)
- Scheisseimer, boek uit 2009 met verzamelde tekeningen van Koenraad Tinel. Het werd in 2023 heruitgegeven (ISBN 9789492672704)
- Een triomferende generaal, anonieme Venetiaans artiest, 17e eeuw (object 1965.429 in het Fogg Art Museum, Cambridge (Massachusetts)); de bruine kleur werd analytisch bepaald als zijnde een mengsel van ijzergalinkt en bister.[1]
- De ongelovige Thomas, GiamBattista Tiepolo (object 1961.173 in hetzelfde Fogg Art museum) kwam analytisch het best overeen met bister.[1]

### Gebruik in de literatuur
- The Mark of Cain,1886, Andrew Lang (1844-1912)

## Definities in kleursystemen
In verschillende kleurruimtes zijn de volgende definities van kracht:
- RGB (%): 23,9% rood, 16,9% groen, 12,2% blauw
- RGB (decimaal): 61,43,31
- CIELAB: 19.304,6.468,11.072
- CMYK: 0%cyaan, 29,5%magenta, 49,2%geel en 76,1%zwart

## Analysetechnieken
Via Röntgenfluorescentiespectrometrie kan informatie ingewonnen worden over de elementaire samenstelling van gebruikte inkten. Zo kan bister onderscheiden worden door de aanwezigheid van arabische gom, hetgeen niet aanwezig is in sepia en ijzergalinkt.
Via Infraroodspectroscopie kunnen dan weer de functionele groepen onderscheiden die aanwezig zijn in de verschillende soorten inkt. Ook hier onderscheidt bister zich van beide andere bruine kleurstoffen door zijn harsachtige natuur.